# تفوق التوحد
التفوق التوحدي والمعروف أيضًا باسم تفوق أسبرجر (في إشارة إلى متلازمة أسبرجر)، هو اتجاه فكري متبع لدى فئات معينة من مجتمع التوحد، يقترح أن الأفراد الذين شُخِّصوا سابقًا بمتلازمة أسبرجر يمتلكون سمات تفوقية مقارنةً بالأفراد العاديين وغيرهم من المصابين بالتوحد. وقد تعرضت هذه الأيديولوجية لانتقادات من باحثي الإعاقة وأعضاء مجتمع التوحد، نظرًا لترسيخها للتسلسلات الهرمية الضارة داخل المجتمع، واحتمالية تعزيزها لمواقف تمييزية أوسع نطاقًا.

## التعريف
ابتكرت المدوِّنة التوحدية الراحلة ميل باغز مصطلح "تفوق ذوي متلازمة أسبرجر". ووفقًا للتعريف الذي قدمته آنا دي هوج، الباحثة في دراسات الإعاقة بجامعة أمستردام، فإن الفكرة الأساسية لتفوق ذوي متلازمة أسبرجر تتمثل في تحديد فئة فرعية من الأفراد المصابين بالتوحد (مثل الرجال ذوي البشرة البيضاء المصابين بمتلازمة أسبرجر والذين يعملون في وظائف منتجة) وتمييزها عن فئات أخرى من المصابين بالتوحد وعن غير المصابين به، من خلال منح هذه الفئة تفوقًا على جميع الفئات الأخرى. وتؤكد هوج على أنه لا ينبغي الخلط بين تفوق ذوي متلازمة أسبرجر وتفوق التوحد، لأن الخلط بينهما "يصرف الانتباه عن الامتياز النظامي المتشابك مع تفوق ذوي متلازمة أسبرجر، وعن القمع النظامي المرتبط بالتوحد".
وصف الكاتب في مجتمع التوحد، فيرغوس موراي، هذه الأيديولوجية بأنها تُركز عادةً على القدرات المعرفية والتفكير المنطقي والمهارات الخاصة لبعض المصابين بالتوحد كمؤشرات على التفوق. ووصف هذه العقلية بأنها تتقاطع غالبًا مع مواقف أيديولوجية أوسع نطاقًا تتعلق بالجدارة والتنظيمات الاجتماعية الهرمية.

## التاريخ
درست آنا دي هوج تفوق أسبرجر في منشور عام 2019. وخلصت إلى أن الحركة حددت تفوق الأفراد المعنيين على أساس العوامل الديموغرافية التي يمكن أن تشمل العرق والجنس والقيمة الاقتصادية، وربطت أصول هذه الأيديولوجية بتعاون هانز أسبرجر مع برنامج القتل الرحيم النازي.
أوضح الكاتب والمنظم في مجتمع التوحد، فيرغوس موراي، أنه على الرغم من دفاع أسبرجر بشكل إيجابي عن بعض الأفراد التوحديين الذين اعتبرهم ذوي قيمة للمجتمع، إلا أن نهجه عزز بشكل عام التسلسلات الهرمية الإشكالية بين ذوي الإعاقة. يعتقد موراي وإريك غارسيا، رئيس مكتب صحيفة "ذا إندبندنت" في واشنطن، أن تطور مواقف التوحد العنصرية غالبًا ما ينبع من تجارب الإقصاء الاجتماعي والتمييز، مع احتمال أن يطور بعض الأفراد التوحديين هذه المعتقدات كآلية للتكيف استجابةً للتنمر أو العزلة. وأشارا إلى أن التوحد العنصري وجد صدى خاصًا في بعض دوائر صناعة التكنولوجيا، حيث يتوافق أحيانًا مع عقليات "مؤيدي التكنولوجيا " التي تُركز على العبقرية الفردية والحلول التكنولوجية على حساب النهج الجماعي.

## النقد
انتقد الباحثون والكتاب في مجال التوحد والإعاقة هذه الأيديولوجية لاحتمال تعزيزها للتمييز والإقصاء المجتمعي الأوسع. وأشار كثيرون إلى وجود ارتباطات بين تفوق التوحد وأيديولوجيات عنصرية أخرى، مثل تحسين النسل والعنصرية العلمية، المتأصلة في أنماط التفكير الهرمي الأساسية.
بالنسبة لباحث الإعاقة في جامعة فرجينيا للتكنولوجيا بول هيلكر، الذي استشهد بوجود تفوق أسبرجر في عام 2012، كانت الأيديولوجية في الأصل محاولة لتحديد الهوية التوحدية على وجه التحديد من خلال البياض. ربطت الباحثتان في التوحد سارة أسيفيدو وسوزان ستولتز الحركة بـ "إساءة استخدام التنوع العصبي"، وجادلتا بأن لها جذورها في أيديولوجية تفوق البيض والاستعمار والأنظمة الرأسمالية التي "تعزز النموذج الأصلي للمواطن المنتج والليبرالي الجديد ".
ادعى باحثون في الدراسات الاجتماعية ودراسات الإعاقة أن الحركة تفشل في تبرير الأفكار التي تدافع عنها على أساس واقعي. وأوضح هوج وجاكي (مانيدوماكواكوي) إليس أن فكرة وجود فئة من المصابين بالتوحد متفوقة على الآخرين لا تستند إلى أي أساس طبي موضوعي، نظرًا لأن مفهومي التوحد "عالي الأداء" و"منخفض الأداء" هما فئات اجتماعية ديناميكية، وليست فئات طبية واقعية وثابتة.

## المظاهر
تعتقد هوج أن وسائل الإعلام المعاصرة، في بعض الحالات، تنقل أفكارًا تتوافق مع تفوق أسبرجر. واستشهدت بمسلسل شيرلوك التلفزيوني على قناة بي بي سي، الذي يُشير إلى تشخيص غير رسمي لمتلازمة أسبرجر لدى بطل الرواية، الذي يُظهر أيضًا سمات سلوكية مميزة ويتذكر بانتظام تفوقه على الآخرين.
وصف إيلون ماسك، مالك تويتر/إكس ، لقطة شاشة لمنشور على موقع فورتشان، زعم أن "الأشخاص العاديين" فقط هم القادرون على التفكير بحرية، وأنهم جديرون بالثقة في تحديد الحقيقة الموضوعية، بأنها "ملاحظة مثيرة للاهتمام". ووصف الكاتب إريك غارسيا رده بأنه تمثيل لوصف ماسك نفسه لإصابته بمتلازمة أسبرجر، ولمواجهته العزلة الاجتماعية والتنمر نتيجةً لذلك أثناء نشأته.